# Говоров Федір Іванович
Федір Іванович Говоров (рос. Фёдор Иванович Говоров; нар. 24 червня 1919, с. Підгайці, тепер Кропивницький район, Кіровоградська область — пом. 23 жовтня 1943, біля с. Красний Рог, тепер Лоєвський район, Гомельська область) — радянський військовик. Герой Радянського Союзу (1944, посмертно).

## З життєпису
Українець, народився в селянській сім'ї. Закінчив Вище професійне училище № 4 у Кропивницькому (тоді Кірово). В армії служив з 1939 року. Гвардії старший лейтенант. Був нагороджений орденом Червоної Зірки й медаллю «За бойові заслуги». 23 жовтня 1943 біля села Красний Рог (Лоєвський район, Гомельська область) самовіддано кинувся з гранатою на ворожі війська, відволікши чимало сил противника, завдяки чому радянські війська втримали позиції. 9 лютого 1944 посмертно удостоєний звання Героя Радянського Союзу. Похований у Чернігові.